# Clarendon (Teksas)
Clarendon je grad u američkoj saveznoj državi Teksas. Prema popisu stanovništva iz 2010. u njemu je živjelo 2.026 stanovnika.